# تاراج‌نامه
تاراج‌نامه (ذیل جهانگشا) نمایشنامه‌ای است از سالِ ۱۳۸۸، کارِ بهرام بیضایی.

## داستان
آران و نوتَک، دختر و پسری جوان، از تاراج مغول جان به در برده‌اند و در شهر غارت شده و اشغال شده گیر افتاده‌اند. آران جامهٔ مردانه به تن می‌کند و نوتک جامهٔ زنانه، مگر به حیلتی از احتمال مرگ خود بکاهند. این‌ها در شهر به هم برمی‌خورند. بنا می‌کنند تا چون تاریک شد به سوی دروازه بروند، مگر بتوانند دور از چشم تاتار از شهر بگریزند و راه ری پیش بگیرند. تاتاری زنده‌شناس هنگام غروب می‌یابدشان و می‌خواهد به اسیری ببردشان و مزد بگیرد. پیش از آن خواهش آمیختن با زن‌پوش را دارد. امّا تا روی از او می‌گشاید پیدا می‌شود که نوتک مرد است. و چون خود از آرانِ مردپوش برمی‌گیرد، پیدا می‌شود که زن است. تاتار آران را وامی‌دارد تا دست نوتک را ببندد تا خود بتواند آسوده آران را در کنار بگیرد. نوتک دست‌بسته میان مردگان می‌خوابد و تاتار آران را پشت پرده می‌برد و در آغوش می‌کشد. نوتک گزلیک را می‌یابد، خود را می‌رهاند، پشت پرده می‌رود و تاتارِ غافل را سَر می‌بُرد. پایان نمایش شب است، و نوتک و آران‌اند که ترسان و امیدوار به سوی دروازه می‌روند، مگر بتوانند دور از چشم تاتار از شهر بگریزند و با هم، چون زن و شوهری، زندگانی را بازیابند.

## متن

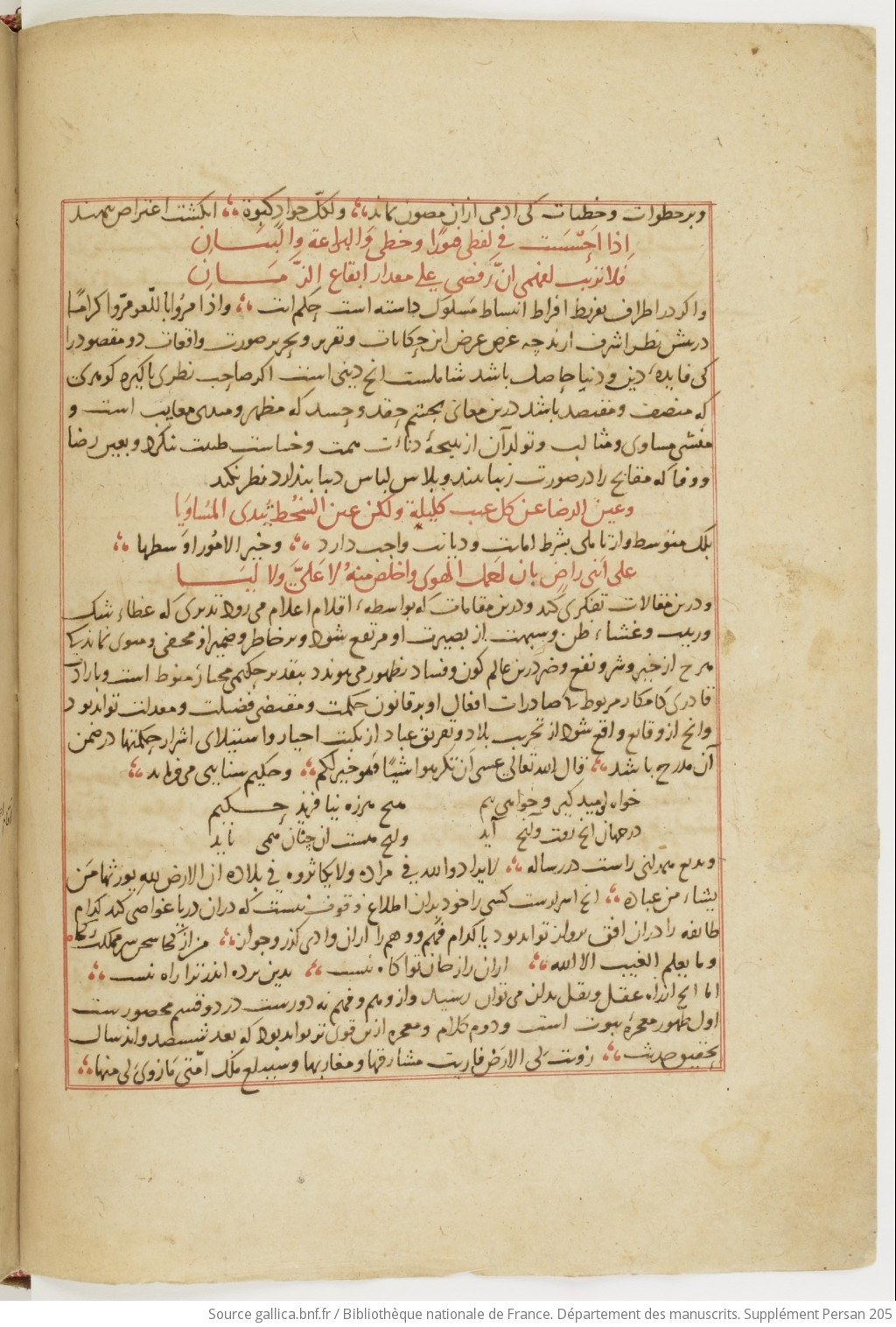
برگی از نسخهٔ خوافیِ تاریخ جهانگشای عطاملک جوینی

تاراج‌نامه از کارهای متأخّر نویسنده است که زبانی دشوار دارد و سبکی نزدیک به برخوانی. این متن همانا بازنویسیِ یکی از بخش‌های فیلمنامهٔ داستان باورنکردنی (۱۳۵۹) است که بیضایی امکانِ ساختنش را نیافت. نمایشنامه نخستین بار سالِ ۱۳۸۹ در انتشاراتِ روشنگران و مطالعات زنان ثبت شد و روز ۲۵ خردادِ ۱۳۹۰ افتتاح و منتشر شد.
ویژگی برجستهٔ نمایشنامه بسیاری واژه‌های ترکیِ مغولی است که از زبانِ چهره‌های ترک و آمیخته به پارسی ادا می‌شود، و از نمونه‌های پررنگ زبان‌آوری نویسنده است. در این باره نوشته‌اند: «زبان بیضایی زبان آرکاییک و پیچیده‌ای است که در طی سال‌ها ممارست و تمرین به دست آمده است. وی به ادبیات و تاریخ کهن ایران مسلط است و این زبان ابداعی را از غور و تفحص در زبان باستانی و ادبیات کلاسیک الهام گرفته است.»

## نمایش
این نمایشنامه را بیضایی به نمایش درنیاورده است. تابستان سال ۱۳۸۸ بیضایی امید داشت تا برای نمایشِ این نمایشنامه که کم‌بازیگر و کم‌خرج می‌نمود از مرکز هنرهای نمایشی پروانه بگیرد و قرارداد ببندد، ولی نشد و نیمهٔ شهریور همین سال بیضایی اجرا را ملغی اعلام کرد و گفت نمایشنامه را به صورت کتاب منتشر می‌کند. در پایانِ تابستانِ سالِ بعد بیضایی به آمریکا رفت و همان‌جا ماند، و چندی بعد کتاب تاراج‌نامه پس از مقاومت فراوان برابر اصلاحیّه‌های سانسور در تهران پروانه نشر گرفت و بی کم‌وکاست چاپ و منتشر شد.

ولی دیگرانی تاراج‌نامه را بر صحنه برده‌اند: این نمایشنامه تابستان ۱۳۹۴ در تالار محراب تهران دو ماه هر شب اجرا شده است. در دشواری بازی این نمایش نوشته‌اند:
بازیگران برای آشنایی با زبان و منطق بیضایی نمی‌توانند به بازیگری مرسوم و آموزش‌های عادی بازیگری اکتفا کنند. جهان‌بینی بیضایی (که از آخرین نمایشنامه‌نویسان ایرانی است که دارای جهان‌بینی و نگرش جامعه‌شناسانه و تاریخی است) نیاز به فهم دارد. زبان او برآمده از شکلی از نگاه او به رشد زبان است و نگرش دراماتیک او بر گرفته از چند سنت نمایشی ایرانی است (که اساساً آموزش درستی در دانشکده‌ها و آموزشگاه‌های تئاتر، خصوصاً در گرایش بازیگری ندارند) و همین‌طور وام گرفته از نگاه مدرن او به انسان و رویکرد انتقادی کاملاً متجددانه‌اش به سنت و تاریخ است. بازیگر مجری این مفاهیم است، لذا باید با این مفاهیم درگیر شود. تمام این نکات برای گرفتن این نتیجه است که اجرای متون بیضایی احتیاج به تربیت بازیگر متخصص دارد. این مدلی آشنا برای آشنایان به تئاتر جهان است.